# Forêt ancienne du Lac-Gagnon
La forêt ancienne du Lac-Gagnon est un écosystème forestier exceptionnel du Québec (Canada) située à 2 km à l'est du lac Gagnon à Duhamel. Cette forêt est incluse dans la réserve faunique de Papineau-Labelle.
Cette forêt de 58 hectares désignée le 4 décembre 2002 a pour mission de protéger une prucheraie à bouleau jaune n'ayant subi aucune perturbation majeure depuis 400 ans.